# Manavalakurichi
Manavalakurichi är en ort i Indien.   Den ligger i distriktet Kanniyakumari och delstaten Tamil Nadu, i den södra delen av landet, 2 300 km söder om huvudstaden New Delhi. Manavalakurichi ligger 19 meter över havet och antalet invånare är 10 720.
Terrängen runt Manavalakurichi är platt. Havet är nära Manavalakurichi åt sydväst.  Närmaste större samhälle är Nagercoil, 14,4 km öster om Manavalakurichi.